# Calle de los Suspiros
La Calle de los suspiros es una calle de la ciudad uruguaya de Colonia del Sacramento. Está ubicada dentro del casco histórico, declarado Patrimonio de la Humanidad por la Unesco en 1995.
Nace en la Plaza Mayor y sigue en pendiente hasta el Río de la Plata. Es una calle angosta de características portuguesas, con empedrado de cuña y sin veredas. Los lados están inclinados hacia el centro para formar una canaleta de desagüe.
Las casas, construidas en la primera mitad del siglo xviii, tienen paredes de piedra, techos de teja y pisos de cerámica. Las puertas y ventanas son pequeñas y de madera. Aunque sólo se conservan casas con techo a dos aguas, había también de tres y de cuatro.

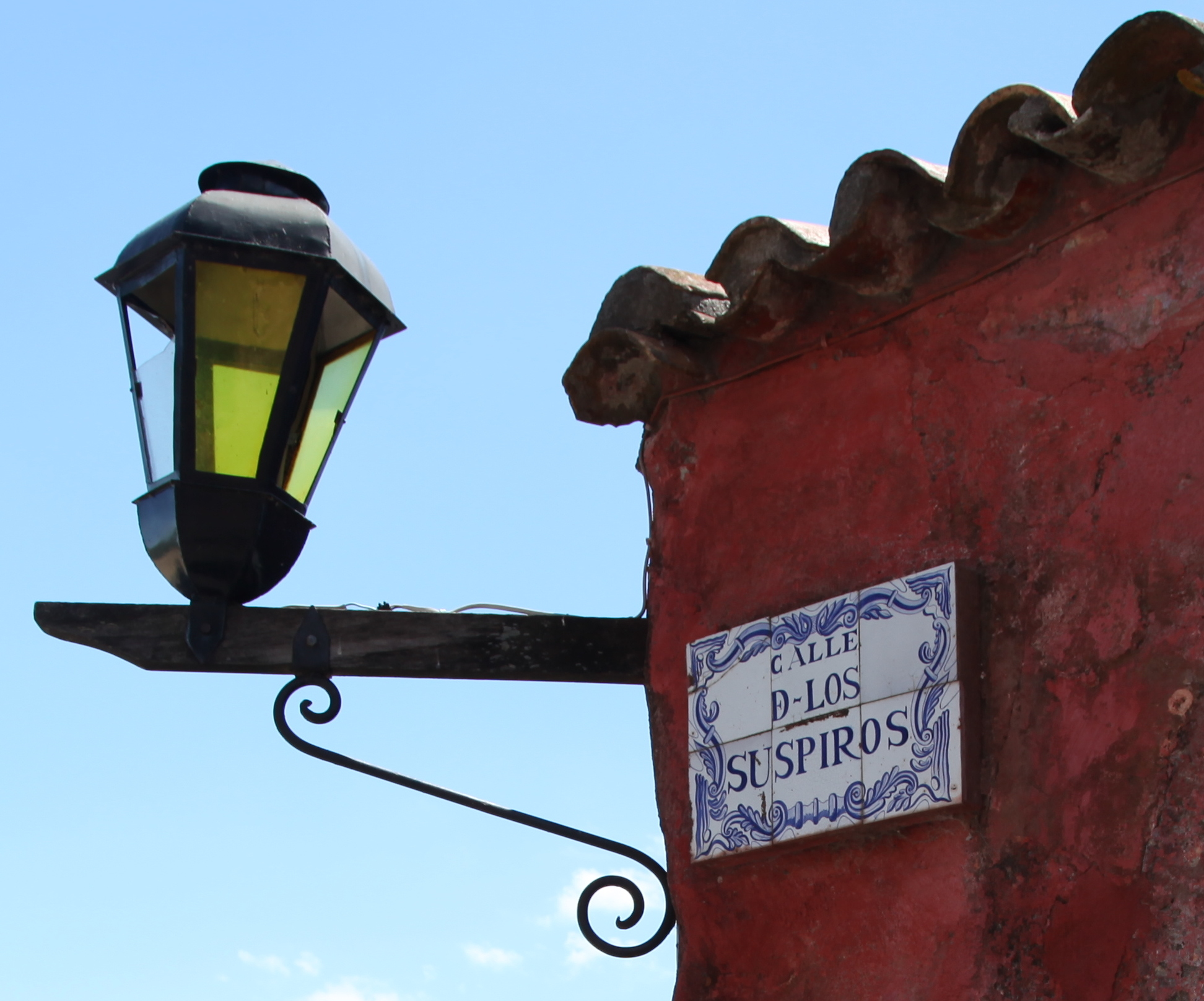
Cartel indicador

Al igual que otras calles del casco histórico, como el Paseo de San Miguel o la Calle Real, está señalizada por un azulejo de estilo portugués e iluminada por faroles adosados a la pared. Es, sin embargo, una de las pocas que mantiene su estado original.
Hasta la década de 1940 se llamó Ansina, pero se desconoce el porqué de su nombre actual, sobre el que hay diferentes versiones. Una alude a los burdeles que se encontraban en ella, frecuentados por marineros que suspiraban por las prostitutas. Otra, a los suspiros de los condenados a muerte, a quienes hacían bajar para ahogarlos en el río, y una tercera a una joven apuñalada mientras esperaba a su enamorado.
La compañía The River Plate Telegraph, que instaló el primer cable telegráfico de Sudamérica, se estableció en una casa de estilo portugués ubicada  en la calle De San Pedro Nº 142 y la célebre calle De los Suspiros. La otra cabecera se estableció en una construcción muy endeble sobre la costa de Punta Lara, llamada precisamente Puesto del Telégrafo.
Junto con la Puerta de la Ciudadela, es uno de los sitios más representativos del barrio.